# Estadio Eligio Guachiré
El estadio Eligio Guachiré es un estadio de fútbol de Paraguay que se encuentra ubicado en la ciudad de Belén. En este escenario, que cuenta con capacidad para 3.000 personas, hace las veces de anfitrión el equipo de fútbol del Club Deportivo Beleano.
- Datos: Q5673723